# ولاد بن الديباسبو (ولاد حسين سبو)
ولاد بن الديباسبو هو دُوَّار يقع بجماعة أولاد حسين، إقليم سيدي سليمان، جهة الرباط سلا القنيطرة في المملكة المغربية. ينتمي الدوّار لمشيخة ولاد حسين سبو التي تضم 6 دواوير. يقدر عدد سكانه بـ 173 نسمة حسب الإحصاء الرسمي للسكان والسكنى لسنة 2004.

## روابط خارجية
- البوابة الوطنية للجماعات الترابية
- المندوبية السامية للتخطيط